# Bellevalia speciosa
Bellevalia speciosa là một loài thực vật có hoa trong họ Măng tây. Loài này được Woronow ex Grossh. mô tả khoa học đầu tiên năm 1925.